# Jacques Margueritte
Jacques Robert Margueritte (* 25. September 1887 in Paris; † 24. Januar 1939 ebenda) war ein französischer Autorennfahrer.

## Karriere
Jacques Margueritte war in seiner Karriere einmal beim 24-Stunden-Rennen von Le Mans am Start. 1924 fuhr er gemeinsam mit Louis Bonne einen Oméga Six, konnte das Rennen nach einem Fahrzeugdefekt aber nicht beenden. Dreimal startete er beim Bol d’Or, wo er 1926 auf einem Eigenbau der dritten Endrang erreichte.

## Statistik

### Le-Mans-Ergebnisse
| Jahr | Team                  | Fahrzeug         | Teamkollege | Platzierung | Ausfallgrund |
| ---- | --------------------- | ---------------- | ----------- | ----------- | ------------ |
| 1924 | Automobiles Oméga-Six | Oméga Six Type A | Louis Bonne | Ausfall     | Motorschaden |